# Xã Barnes, Quận Buena Vista, Iowa
Xã Barnes (tiếng Anh: Barnes Township) là một xã thuộc quận Buena Vista, tiểu bang Iowa, Hoa Kỳ. Năm 2010, dân số của xã này là 575 người.